# Курдаков, Евгений Васильевич
Евгений Васильевич Курдаков (27 марта 1940, Оренбург, РСФСР, СССР — 28 декабря 2002, Великий Новгород, Россия) — русский поэт, прозаик, флорист, художник, эссеист, переводчик поэзии на русский язык. Исследователь семиотики русского языка, автор оригинальной концепции сакрального происхождения речи и культурогенеза.

## Биография
Родился 27 марта 1940 в Оренбурге в семье военных врачей.
С 1956 по 1968 год жил в Бузулуке, с которым связано начало творческой деятельности (первая публикация в 1961 году). Был одним из организаторов молодёжной поэтической группы — БОМП (Бузулукское объединение молодых поэтов). Первые стихи были опубликованы в местной печати. В Бузулуке работал на заводе тяжёлого машиностроения фрезеровщиком.
Окончил Высшие литературные курсы при Литературном институте им. А. М. Горького по специальности «Критика и литературоведение».
В 1968 году в возрасте 28 лет переехал в Усть-Каменогорск. И четверть века прожил в Казахстане. Благодаря мощному природному творческому началу он овладел искусством резьбы по дереву и флористикой, о чём написал в книге «Лес и мастерская». Этому художественному промыслу Курдаков отдал 10 лет. Евгений Васильевич начал писать стихи в 38 лет и в 1983 году вышла его первая книга стихов — «Сад мой живой».
В 1986 году вышла вторая книга стихов — «Мой берег вечный». Поэт был принят в Союз писателей СССР, переехал в Алма-Ату, занялся переводами самого известного казахского поэта Абая Кунанбаева. Большая часть жизни Курдакова была связана с Азией, с Казахстаном. Работал реставратором, специалистом по народным промыслам, художником-модельером, старшим научным сотрудником этнографического музея, флористом-декоратором, литературным консультантом Союза писателей, заведующим отделом литературного журнала, руководителем поэтической студии.
После развала СССР вернулся в Россию и последние годы жизни провёл в Великом Новгороде. Работал заведующим художественными мастерскими кафедры ПТиР факультета ФИТ Новгородского государственного университета имени Ярослава Мудрого. Член Союза писателей России. Автор шестнадцати книг стихов и прозы, изданных в России и за рубежом.
Автор более двухсот публикаций в литературно-художественных журналах страны. Печатался в столичных журналах, оренбургских газетах, в альманахе «Гостиный Двор» (1997, № 5; 1999, № 7; 2004, № 15; 2005, № 16), «Башня» (2004), «ОК» (2004, № 4), в сборниках «Вечный берег», «Они прилетят!», «Помнит мир спасённый», «Российские истоки», антологии «Была страна, была война, была любовь» (М., 2004). Переводчик с тюркского. Исследователь творчества Гавриила Державина, Александра Пушкина, Фёдора Тютчева, Ивана Бунина, Сергея Есенина, Низами, Абая Кунанбаева. Действительный член-корреспондент Петровской академии наук и искусств. Лауреат премий журнала «Огонёк» за 1987 г., «Наш современник» за 1988 г. и за 1994 г., «Молодая гвардия» за 1997 г., Всероссийской Пушкинской премии «Капитанская дочка» за 1998 г., Всероссийской Пушкинской юбилейной премии 1999 г.
Работал над книгой «Русский пантеон», объясняющий его метод расшифровки и толкования семиотики языка и его генезис, включая побуквенный анализ любых слов. Текст был им передан для ознакомления неизвестному лицу, но оказался, вероятно, утерян или присвоен. Предположительно, работа «Исход в бессмертие» была посвящёна этой же проблематике. Обе работы не обнаружены среди напечатанных. Но их фрагменты и сама методика воспроизведена в книге «Избранные исследования».
Умер в Великом Новгороде 28 декабря 2002 года, похоронен 30 декабря в городе Старая Русса.

## Отзывы
Уместно ещё процитировать здесь стихотворение об Иосифе Бродском, принадлежащее одному из наиболее талантливых современных поэтов — Евгению Курдакову, который в юные годы был близко знаком с будущим Лауреатом. Евгений Курдаков, между прочим, в определённой степени воспроизводит манеру Иосифа Бродского, и его стихотворение можно даже понять как пародию, но пародию высокого плана, которая с творческой точки зрения превосходит свой оригинал:
Бормотанья и хрипы ровесника, сверстника шёпот,

То ли плохо ему, то ль последний исчерпан припас,

То ли просто не впрок предыдущих изгнанников опыт,

Что и в дальней дали не смыкали по родине глаз?— Вадим Кожинов